# Larry Ritchie
Lawrence Ritchie (Brooklyn, 5 maart 1932) was een Amerikaanse jazz-drummer, platenproducer en kunstschilder.
Ritchie drumde mee op plaatopnames van John Coltrane, Jackie McLean, Ray Draper en Freddie Redd. Met een groep met McLean en Redd speelde hij in 1959 in Jack Gelber's toneelstuk "The Connection". Midden jaren zestig ging hij zich meer toeleggen op het schilderen.

## Discografie (selectie)
met John Coltrane:
- Like Sonny, 1960
- The Believer, 1964

met Jackie McLean:
- Strange Blues, 1957

met Ray Draper:
- New Jazz 8228, 1957

met Freddie Redd:
- The Music from "The Connection", 1960

- Bibsys: 6064569
- Bibliothèque nationale de France: cb138990318 (data)
- International Standard Name Identifier: 0000 0000 0132 8914
- Library of Congress Control Number: nr91029867
- Istituto Centrale per il Catalogo Unico: DDSV057616
- Système universitaire de documentation: 156956535
- Virtual International Authority File: 69116636